# 同口镇
同口镇，是中华人民共和国河北省保定市安新县下辖的一个乡镇级行政单位。 位于白洋淀边。中华民国军事将领陈调元是同口人，建有陈调元庄园。作家孙犁在这里教过书。

## 行政区划
同口镇下辖以下地区：
同口四村、同口一村、同口二村、同口三村、郝关村、北马村、王岳村、磁白村、韩村、南曲堤村、北曲堤村、北青村、中青村、南青村、保驾佐村、河西村、东辛庄村和西辛庄村。